# Gor Mahia FC
El Gor Mahia és un club de futbol de Nairobi, Kenya. És un dels dos clubs de futbol més populars del país (l'altre és l'AFC Leopards). Participa en el Campionat de Kenya de Futbol, el qual ha guanyat onze vegades. També ha guanyat la Copa del President set vegades, a més d'altres quatre títols a nivell continental. Juga els seus partits al Nairobi City Stadium.

## Palmarès
- Recopa Africana de futbol:
  - 1987

- CECAFA Clubs Cup:[1]
  - 1980, 1981, 1985

- Campionat de Kenya de Futbol:[2]
  - 1969, 1974, 1976, 1979, 1983, 1984, 1985, 1990, 1991, 1993, 1995, 2013, 2014, 2015, 2017, 2018, 2019, 2020, 2023, 2024

- Copa del President de Kenya:[3]
  - 1976, 1981, 1983, 1986, 1987, 1988, 1992